# Football Club København
Il Football Club København, meglio noto come FC Copenhagen, o più semplicemente come Copenhagen, spesso abbreviato in FCK, è una società calcistica danese con sede nella città di Copenaghen. Tra le più importanti e note squadre del paese, milita nella Superligaen, la massima serie del campionato danese.
Fondata nel 1992 dalla fusione tra B 1903 e KB, due delle migliori squadre danesi di tutti i tempi, la squadra si è subito piazzata ai vertici del campionato nazionale, che ha vinto per 16 volte. Si è inoltre aggiudicata 10 Coppe di Danimarca, 3 Supercoppe di Danimarca e una Coppa di Lega.
A livello internazionale è stata ammessa per la prima volta alla fase a gironi della Champions League nel 2006-2007, sebbene la prima partecipazione alla massima competizione europea risalga al 1993-1994, quando il Copenaghen fu eliminato agli ottavi di finale dal Milan. Il club vanta inoltre numerose partecipazioni alla Coppa UEFA/Europa League.
Disputa le partite interne nello stadio Parken della capitale danese (38 065 posti). La rivalità più accesa è quella con il Brøndby.

## Storia
Il Football Club København, nasce il 1º luglio 1992 dalla fusione tra il KB, squadra militante in 1. Division pur se vincitrice di quindici titoli danesi, e il B 1903, sette titoli in bacheca e un secondo posto appena ottenuto nella precedente edizione di Superligaen.
Il primo anno di vita del club si conclude con la vittoria del titolo danese 1992-1993. Nella stagione successiva il Copenaghen accede per la prima volta alla UEFA Champions League: qui supera il primo turno sconfiggendo per 4-0 ai tempi supplementari il Linfield, dopo che la partita di andata era terminata 3-0 in favore dei nordirlandesi. Il cammino dei danesi nella manifestazione si arresta agli ottavi di finale, dove il club della capitale viene eliminato dai vice-campioni in carica e futuri vincitori del Milan, che vincono per 6-0 la partita di andata in Danimarca e per 1-0 il ritorno in Italia.
Il Copenaghen vince nel 1995 la Coppa di Danimarca, vittoria seguita due anni dopo dalla seconda affermazione nella manifestazione; tra i due trofei arriva anche la Supercoppa nazionale; in campionato però, nella seconda metà degli anni novanta la squadra non ottiene buoni piazzamenti. Partecipa comunque a tre edizioni della Coppa delle Coppe, senza mai superare gli ottavi di finale. Nell'estate del 2000 Roy Hodgson diviene l'allenatore del Copenaghen e nel campionato 2000-2001 guida i suoi alla vittoria del titolo; subito dopo, però, Hodgson lascia la squadra per trasferirsi all'Udinese.
Nel settembre 2001 il ruolo di allenatore della squadra viene affidato allo svedese Hans Backe, con il Copenaghen già eliminato dalla Lazio nel terzo turno preliminare dalla UEFA Champions League. Il cammino internazionale dei danesi prosegue comunque in Coppa UEFA: qui però, dopo aver eliminato tra gli altri l'Ajax, il Copenaghen termina la corsa ai sedicesimi, dove incontra i futuri finalisti del Borussia Dortmund. A fine stagione arriva il primo posto in campionato a pari punti col Brøndby; il titolo va tuttavia ai rivali.

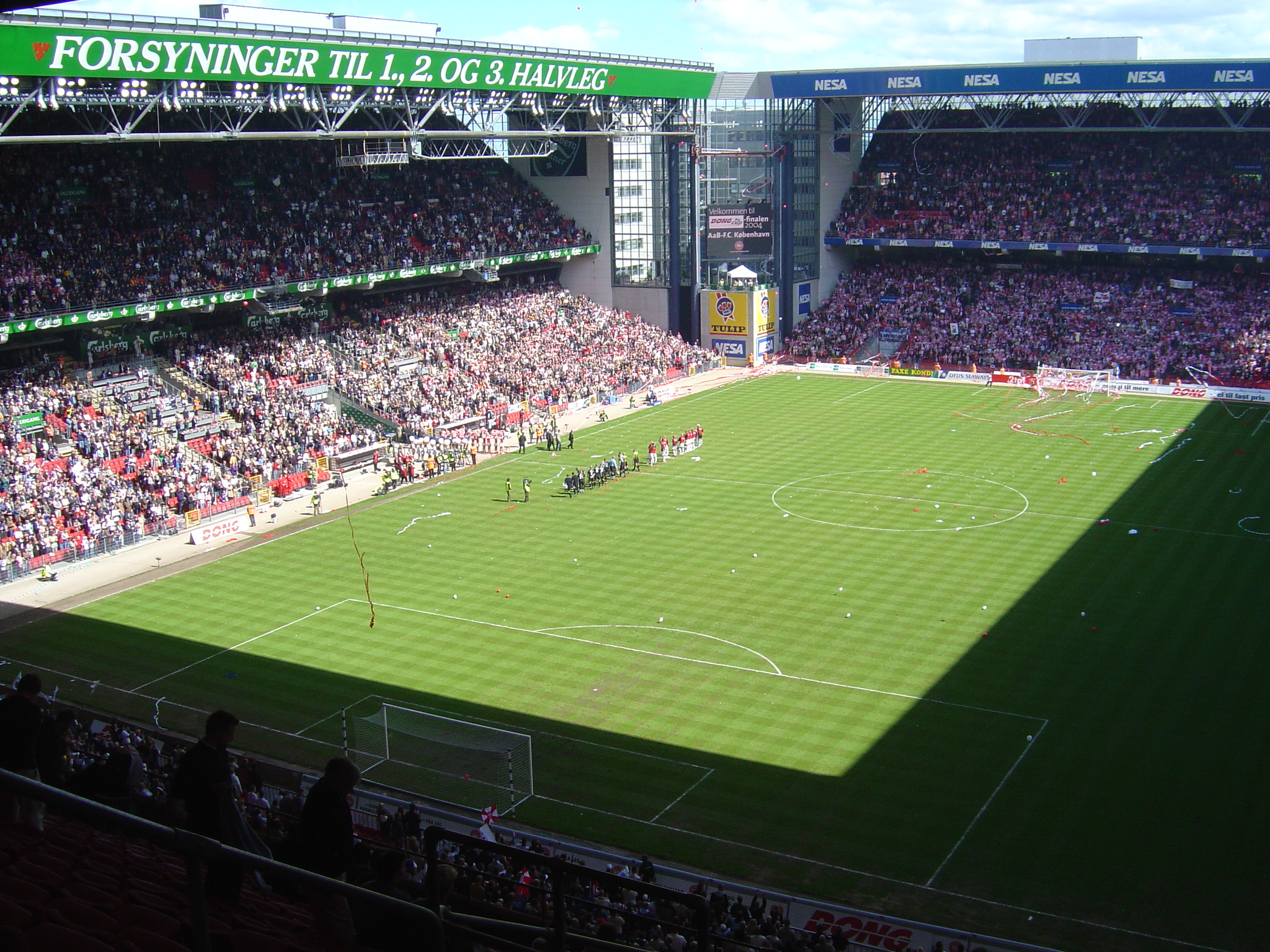
Copenaghen - Aalborg, finale della Coppa di Danimarca 2003-2004

La vittoria in campionato arriva comunque al termine della stagione 2002-2003, ma il cammino del Copenaghen nella successiva edizione di UEFA Champions League si arresta nuovamente ad un passo dalla fase a gironi: la squadra viene eliminata nel terzo turno preliminare dal Rangers. Ad ogni modo nella stagione 2003-2004 la squadra centra un double, vincendo sia la coppa nazionale sia il campionato; inoltre vince anche la Supercoppa di Danimarca.
Il rapporto tra Backe e il club si interrompe nel dicembre del 2005; viene poi assunto l'ex giocatore Ståle Solbakken come allenatore. L'ex centrocampista norvegese dovette interrompere bruscamente la carriera agonistica in seguito ad un attacco di cuore occorsogli durante un allenamento il 13 marzo 2001, proprio mentre era tesserato con il Copenaghen. Sotto la sua guida il club si laurea campione di Danimarca per la quinta volta al termine della Superligaen 2005-2006, mentre nella stagione successiva la squadra si qualifica alla fase a gruppi della UEFA Champions League, sconfiggendo l'Ajax nel terzo turno preliminare. Inserito in un gruppo contenente anche Manchester United, Celtic e Benfica, il Copenaghen raccoglie sette punti, tutti ottenuti tra le mura amiche, portando a casa vittorie contro gli inglesi e gli scozzesi. I danesi vengono però eliminati insieme ai portoghesi, arrivando quarti per il bilancio sfavorevole negli scontri diretti con questi ultimi.

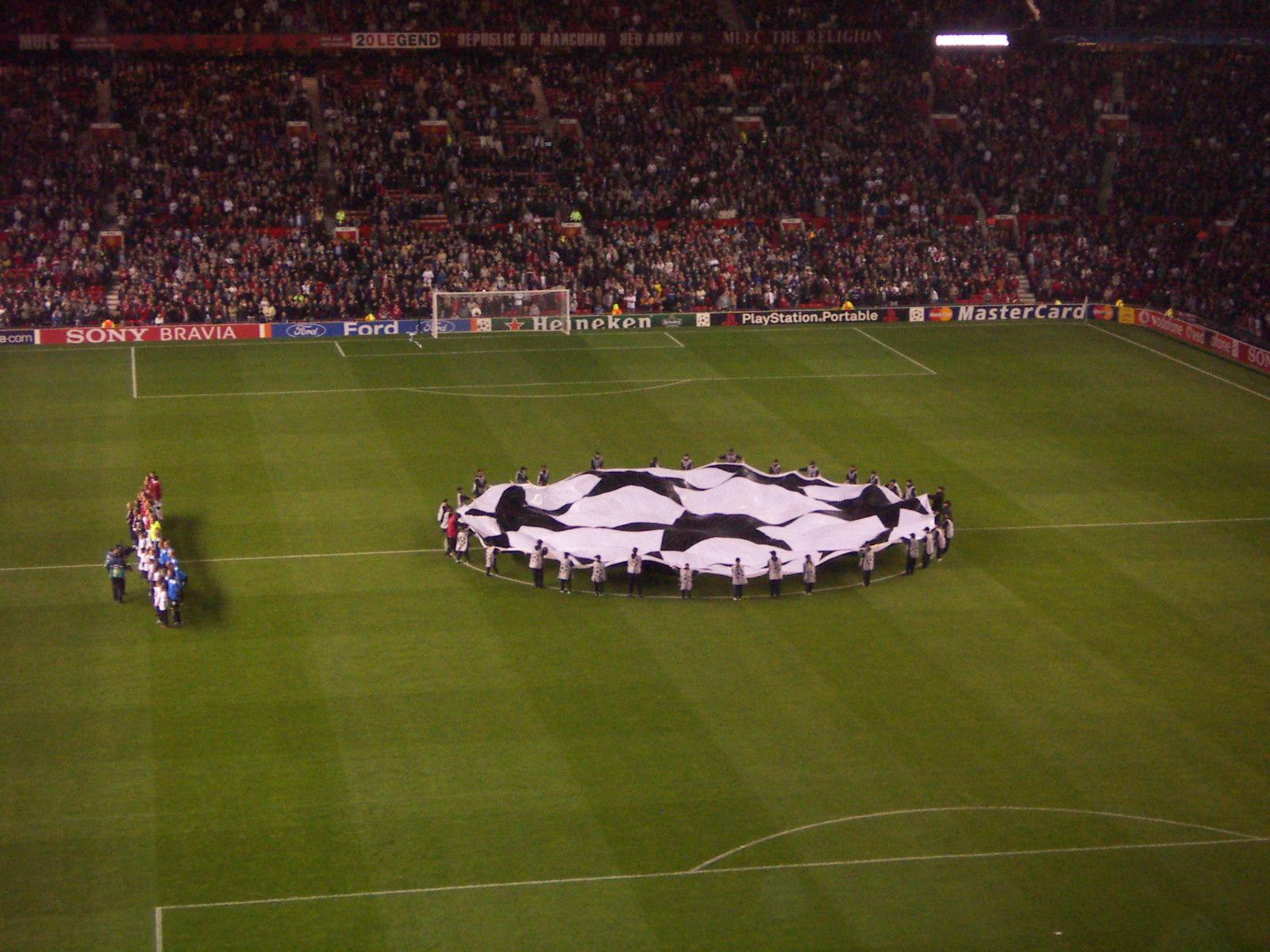
Copenaghen - Manchester United del 2006

Tuttavia in campo nazionale i successi non mancano: alla fine della stagione 2006-2007 arriva il sesto titolo, seguito dal settimo due anni dopo; nella stagione 2008-2009 il Copenaghen ottiene inoltre un altro double. Le due esperienze in UEFA Champions League vengono sempre concluse all'ultimo turno prima dei gironi, con eliminazione nel primo caso contro il Benfica e nel secondo contro l'APOEL. Sempre in questi anni il Copenaghen partecipa per tre volte alla fase a gruppi della Coppa UEFA/Europa League, riuscendo a superarla nell'edizione 2008-2009 e in quella seguente; prima il Manchester City, poi l'Olimpique Marsiglia eliminano il Copenaghen ai sedicesimi in entrambe le edizioni.
Il Copenaghen si aggiudica il titolo, l'ottavo, anche nella stagione 2009-2010. Partecipa così alla UEFA Champions League 2010-2011: qui, dopo aver eliminato nei turni preliminari il BATĖ Borisov e il Rosenborg, la squadra si qualifica per la seconda volta alla fase a gironi della manifestazione. I danesi vengono inseriti nel gruppo D, insieme a Barcellona, Rubin Kazan e Panathīnaïkos. Vincono le prime due partite contro i russi e i greci ed ottengono in seguito un buon pareggio con gli spagnoli. Nell'ultima gara poi, grazie alla vittoria per 3-1 col Panathinaikos, il Copenaghen si qualifica agli ottavi di finale. I danesi incontrano poi i campioni d'Inghilterra del Chelsea e vengono eliminati, perdendo per 2-0 la partita di andata in Danimarca e pareggiando per 0-0 il ritorno a Londra. A fine stagione arriva il nono titolo, ma Solbakken lascia la panchina della squadra.
Con il nuovo allenatore Roland Nilsson il Copenaghen si appresta ad affrontare la stagione 2011-2012, che però non comincia nel migliore dei modi: la squadra subisce nuovamente l'eliminazione nei preliminari della UEFA Champions League ad opera del Viktoria Plzen; il cammino in Europa League si arresta invece alla fase a gruppi, dopo il terzo posto nel girone alle spalle di Standard Liegi ed Hannover 96, con una sola vittoria all'attivo. Durante la stagione si interrompe il rapporto tra Nilsson e la società, proprio quando la squadra è in testa alla classifica. A fine stagione arriva il secondo posto in campionato.
Per la stagione 2012-2013 la guida della squadra viene affidata a Ariël Jacobs, che guida i suoi alla vittoria del titolo nazionale. Il 21 agosto 2013, dopo l'esonero di Jacobs, la squadra viene affidata nuovamente a Solbakken, che firma un contratto biennale con un'opzione per altri due anni. La compagine della capitale danese è inserita nel gruppo B della UEFA Champions League 2013-2014 con Real Madrid, Juventus e Galatasaray Spor Kulübü. Termina il girone all'ultimo posto, ottenendo 4 punti (una vittoria e un pareggio casalinghi rispettivamente con Galatasaray Spor Kulübü e Juventus), facendo cadere anche la propria imbattibilità interna nella fase a gironi di Champions (a causa dello 0-2 subito dal Real Madrid all'ultima giornata). La stagione si conclude con il secondo posto in campionato ottenuto all'ultima giornata a spese del Midtjylland e la finale di Coppa di Danimarca 2013-2014, persa contro l'Aalborg.
Il secondo posto in campionato significa qualificazione alla UEFA Champions League 2014-2015: la squadra danese parte dal terzo turno preliminare. Qui affronta il Dnipro, squadra ucraina, con cui all'andata in Ucraina pareggia per 0-0, mentre al ritorno in Danimarca la formazione della capitale vince per 2-0 (gol di Andreas Cornelius e Bashkim Kadrii) e si qualifica ai play-off. Contro i tedeschi del Bayer Leverkusen perde per 3-2 in casa e per 4-0 a Leverkusen. Retrocesso in Europa League, il club danese viene inserito nel girone B con Torino, HJK Helsinki e Club Bruges. Si piazza ultimo nel girone con 4 punti ed è eliminato. Nel campionato 2014-2015 conclude nuovamente al secondo posto, ma vince la Coppa di Danimarca battendo in finale il Vestsjælland per 3-1.
Nel 2015-2016, forte di sei nuovi acquisti, tra cui Kasper Kusk, il club supera i gallesi del Newtown nel secondo turno preliminare di Europa League, ma è eliminato dai cechi dello Jablonec nel terzo turno perdendo il ritorno in casa, malgrado la vittoria di misura nel match di andata in trasferta. Per la prima volta dopo dieci anni il club rimane dunque fuori dalla fase a gironi di Champions o Europa League. La stagione si chiude con la vittoria dell'undicesimo titolo nazionale, il primo dopo quattro anni, e di un'altra Coppa di Danimarca, grazie al successo per 2-1 in finale contro l'Aarhus. Nel 2016-2017 il Copenaghen realizza il secondo double consecutivo aggiudicandosi per la seconda volta consecutiva il titolo nazionale e per la terza volta consecutiva la Coppa di Danimarca, grazie alla vittoria per 3-1 in finale nel derby contro il Brøndby. Dopo il quarto posto del 2017-2018, la squadra torna ad aggiudicarsi il campionato nell'annata 2018-2019. A seguito della vittoria in campionato, prende parte alle qualificazioni della Champions League 2019-2020 battendo subito i gallesi del The New Saints per poi venire eliminato dalla Stella Rossa. Il club, quindi, affronta l'ultimo turno preliminare di Europa League 2019-2020 battendo il Riga FC (vincendo 3-1 in Danimarca e perdendo 1-0 in Lettonia) ed approdando, così, nella fase a gironi con Malmö FF, Dinamo Kiev e Lugano; il club, concluso il girone al secondo posto, continua il percorso eliminando dapprima il Celtic (vincendo 3-1 in Scozia dopo aver pareggiato in casa) ed in seguito trovando una sconfitta per 1-0 in Turchia contro il İstanbul Başakşehir. Tuttavia, a seguito della pandemia di COVID-19 che ha sospeso quasi tutte le competizioni sportive mondiali, il match di ritorno si è giocato nel mese di agosto a porte chiuse e ha visto il club danese ribaltare il punteggio sul 3-0, ottenendo per la prima volta nella sua storia il pass per i quarti di finale di una competizione UEFA. Verrà, successivamente eliminato ai quarti di finale, perdendo 1-0 ai tempi supplementari per un rigore, contro il Manchester United. Durante la pausa delle competizioni europee, il club ha concluso la Superligaen 2019-2020 al secondo posto, giocando la seconda parte del campionato (così come in altre nazioni europee) dapprima a porte chiuse e, in seguito, con accesso contingentato ai tifosi a seguito delle norme anti COVID-19.
Il 10 ottobre 2020 l'allenatore Ståle Solbakken viene esonerato dopo sette anni di gestione (dodici considerando anche l'esperienza precedente), a causa della brutta partenza in Superligaen 2020-2021, che vedeva la squadra al nono posto con soli 4 punti, e dell'eliminazione ai play-off di UEFA Europa League. Gli subentra in via temporanea Hjalte Bo Nørregaard, prima della nomina, a novembre, di Jess Thorup, che guida i suoi alla vittoria del campionato nella stagione seguente.
Nella stagione 2023-2024 ottiene per la terza volta nella sua storia la qualificazione agli ottavi di finale di UEFA Champions League, superando nel girone Manchester United e Galatasaray e giungendo dietro al solo Bayern Monaco. A decidere il passaggio del turno l'1-0 interno del 12 dicembre contro i turchi, partita decisa da un gol di Lukas Lerager.

## Colori e simboli

### Colori
I colori della divisa del Copenhagen sono il bianco, che è il dominante, e il blu.

### Simboli ufficiali

#### Stemma
Il simbolo del Copenhagen è composto da un cerchio bianco con all'interno un leone stilizzato sulla destra, e la scritta "F.C. København".

## Strutture

### Stadio

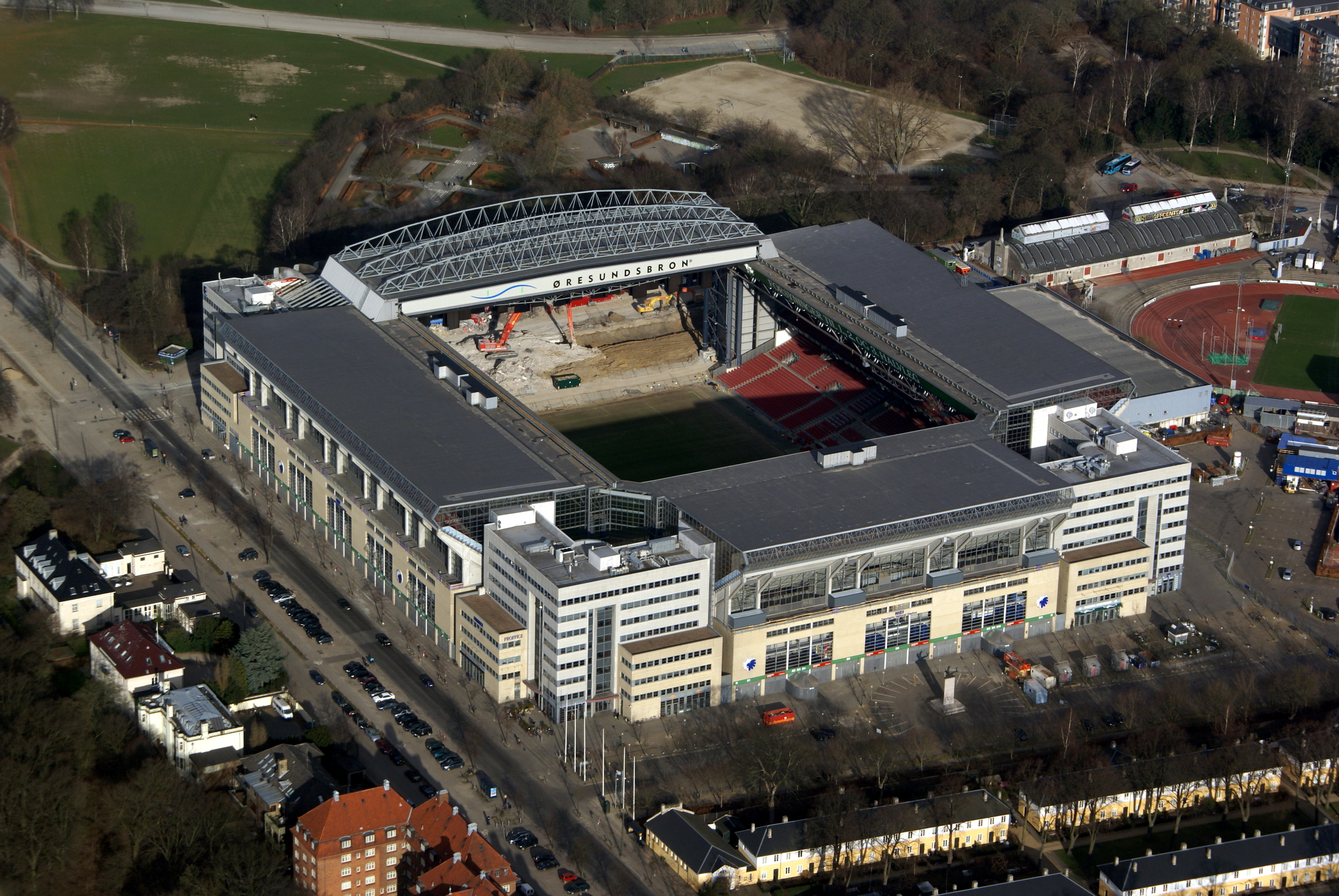
Veduta aerea dello stadio Parken.

Dalla sua fondazione il club disputa le proprie gare interne nello stadio Parken, conosciuto anche come Telia Parken, che si trova a Copenaghen e che può ospitare 38.065 spettatori. 
Costruito sul terreno dove sorgeva l'Idrætsparken, che era utilizzato dal KB, nella sua storia ha ospitato anche la finale della Coppa delle Coppe 1993-1994, vinta 1-0 dall'Arsenal sul Parma, e la finale della Coppa UEFA 1999-2000, vinta ai calci di rigore dal Galatasaray sui Gunners.

## Allenatori
- Benny Johansen (1992–1994)
- Keld Kristensen (1994)
- Benny Johansen (1994–1995)
- Michael Schäfer (1995–1996)
- Kim Brink (1996–1997)
- Kent Karlsson (1997–1998)
- Kim Brink (1998)
- Christian Andersen (1999)
- Kim Brink (1999–2000)
- Roy Hodgson (2000–2001)
- Kent Karlsson (2001)
- Niels-Christian Holmstrøm (2001)
- Hans Backe (2001–2005)
- Ståle Solbakken (2006–2011)
- Roland Nilsson (2011–2012)
- Carsten V. Jensen (2012)
- Ariël Jacobs (2012–2013)
- Ståle Solbakken (2013-2020)
- Hjalte Nørregaard (2020, ad interim)
- Jess Thorup (2020-2021)

- Jacob Neestrup (2021-)

## Calciatori

### Hall of fame
Danimarca
- Morten Bisgaard (2001–04)
- Jesper Christiansen (2005–10)
- Bjarne Goldbæk (1996–98)
- Lars Højer (1992–99)
- Lars Jacobsen (2004–07), (2011–)
- Niclas Jensen (1998–02), (2007–09)
- Martin Johansen (1992–97)
- Michael Johansen (1992–96)
- Jacob Laursen (2000–02)
- Christian Lønstrup (1992–96), (1998–05)
- Michael Manniche (1992–94), (1996)
- Peter Møller (1993–94), (2001–05)
- Michael Mio Nielsen (1993–01)
- Peter Nielsen (1996–99), (2002–03)
- Hjalte Nørregaard (1999–05), (2006–10)
- Christian Poulsen (2000–02)
- Bo Svensson (1999–06)
- Diego Tur (1992–02)

Brasile
- Álvaro Santos (2003–06)

Isole Faroe
- Todi Jónsson (1997–05)

Finlandia
- Antti Niemi (1995–97)

Norvegia
- Erik Mykland (2001–04)
- Ståle Solbakken (2000–01)

Sud Africa
- Sibusiso Zuma (2000–05)

Svezia
- Tobias Linderoth (2004–07)

## Palmarès

### Competizioni nazionali
- Campionato danese: 16

1992-1993, 2000-2001, 2002-2003, 2003-2004, 2005-2006, 2006-2007, 2008-2009, 2009-2010, 2010-2011, 2012-2013, 2015-2016, 2016-2017, 2018-2019, 2021-2022, 2022-2023, 2024-2025
- Coppa di Danimarca: 10

1994-1995, 1996-1997, 2003-2004, 2008-2009, 2011-2012, 2014-2015, 2015-2016, 2016-2017, 2022-2023, 2024-2025
- Supercoppa di Danimarca: 3

1995, 2001, 2004
- Coppa di Lega danese: 1

1996
- Coppa Ørestad: 2

2000, 2002
- Coppa dei Re: 1

1994

### Competizioni internazionali
- Royal League: 2

2004-2005, 2005-2006
- Coppa Piano Karl Rappan: 1

1992

### Altri piazzamenti
- Campionato danese:

Secondo posto: 1993-1994, 2001-2002, 2004-2005, 2011-2012, 2013-2014, 2014-2015, 2019-2020
Terzo posto: 1997-1998, 2007-2008, 2020-2021, 2023-2024
- Coppa di Danimarca:

Finalista: 1998, 2002, 2007, 2013-2014
Semifinalista: 2004-2005, 2007-2008
- Coppa di Lega danese:

Secondo posto: 2006
Terzo posto: 2005
- Supercoppa di Danimarca:

Finalista: 1997
- Royal League:

Finalista: 2006-2007

## Statistiche e record

### Partecipazione ai campionati e ai tornei internazionali

#### Campionati nazionali
Avendo ereditato il titolo dal B 1903 il club esordisce direttamente nella Superligaen, la massima divisione del calcio danese, nella quale ha sempre militato. Nella sua storia il club ha conquistato tredici titoli nazionali, secondo dietro al KB da cui deriva.
Dalla nascita alla 2024-2025 compresa il club ha ottenuto le seguenti partecipazioni ai campionati nazionali:
| Livello | Categoria   | Partecipazioni | Debutto   | Ultima stagione | Totale |
| ------- | ----------- | -------------- | --------- | --------------- | ------ |
| 1º      | Superligaen | 33             | 1992-1993 | 2024-2025       | 33     |

#### Tornei internazionali
Il risultato di maggior prestigio nelle competizioni europee è stato probabilmente il raggiungimento degli ottavi nella UEFA Champions League 2010-2011; partiti dai preliminari i danesi si qualificano per la fase a gruppi, concludendola al secondo posto alle spalle del Barcellona poi vincitore; sono poi eliminati dal Chelsea nel turno successivo. Un altro buon risultato è stato l'approdo ai quarti della UEFA Europa League 2019-2020, dove sono stati sconfitti dal Manchester Utd.
Alla stagione 2020-2021 il club ha ottenuto le seguenti partecipazioni ai tornei internazionali:
| Categoria                     | Partecipazioni | Debutto   | Ultima stagione |
| ----------------------------- | -------------- | --------- | --------------- |
| UEFA Champions League         | 15             | 1993-1994 | 2019-2020       |
| Coppa delle Coppe             | 3              | 1995-1996 | 1998-1999       |
| Coppa UEFA/UEFA Europa League | 18             | 1992-1993 | 2020-2021       |
| Coppa Intertoto               | 2              | 1996      | 1999            |

### Statistiche individuali
Il giocatore con più presenze nelle competizioni europee è William Kvist a quota 73, mentre il miglior marcatore è Dame N'Doye con 16 gol.

### Statistiche di squadra
A livello internazionale la miglior vittoria è per 7-0, ottenuta contro il Cliftonville nel primo turno preliminare della Coppa UEFA 2008-2009, mentre la peggior sconfitta è per 6-0, subito contro il Milan negli ottavi della UEFA Champions League 1993-1994.

## Tifoseria
Il Copenaghen è la squadra più tifata in Danimarca, e il suo Fan Club il 1º marzo 2009 contava oltre 20.000 iscritti, anche se va considerato che nel marzo 2007 erano più di 21.000. I tifosi di questa squadra hanno ottimi rapporti con quelli di Amburgo ed Helsingborgs IF.

## Organico

### Rosa 2025-2026
Aggiornata al 28 luglio 2025.
| N. |                        | Ruolo | Calciatore                 |
| -- | ---------------------- | ----- | -------------------------- |
| 1  | Inghilterra (bandiera) | P     | Nathan Trott               |
| 4  | Zimbabwe (bandiera)    | D     | Munashe Garananga          |
| 5  | Brasile (bandiera)     | D     | Gabriel Pereira            |
| 6  | Grecia (bandiera)      | D     | Pantelīs Hatzīdiakos       |
| 7  | Svezia (bandiera)      | C     | Viktor Claesson (capitano) |
| 8  | Danimarca (bandiera)   | C     | Magnus Mattsson            |
| 9  | Germania (bandiera)    | A     | Youssoufa Moukoko          |
| 10 | Norvegia (bandiera)    | C     | Mohamed Elyounoussi        |
| 11 | Svezia (bandiera)      | A     | Jordan Larsson             |
| 12 | Danimarca (bandiera)   | C     | Lukas Lerager              |
| 13 | Messico (bandiera)     | D     | Rodrigo Huescas            |
| 14 | Danimarca (bandiera)   | A     | Andreas Cornelius          |
| 15 | Perù (bandiera)        | D     | Marcos López               |
| 16 | Brasile (bandiera)     | A     | Robert                     |
| 19 | Algeria (bandiera)     | A     | Amin Chiakha               |

| N. |                      | Ruolo | Calciatore           |
| -- | -------------------- | ----- | -------------------- |
| 20 | Giappone (bandiera)  | D     | Jun'nosuke Suzuki    |
| 22 | Francia (bandiera)   | D     | Yoram Zague          |
| 23 | Polonia (bandiera)   | C     | Dominik Sarapata     |
| 24 | Norvegia (bandiera)  | D     | Birger Meling        |
| 27 | Danimarca (bandiera) | C     | Thomas Delaney       |
| 29 | Danimarca (bandiera) | C     | Jonathan Moalem      |
| 30 | Tunisia (bandiera)   | A     | Elias Achouri        |
| 31 | Islanda (bandiera)   | P     | Rúnar Alex Rúnarsson |
| 36 | Danimarca (bandiera) | C     | William Clem         |
| 38 | Danimarca (bandiera) | C     | Oliver Højer         |
| 42 | Croazia (bandiera)   | P     | Dominik Kotarski     |
| 49 | Norvegia (bandiera)  | A     | Liam West            |
| 61 | Danimarca (bandiera) | P     | Oscar Buur           |
|    | Russia (bandiera)    | A     | German Onugcha       |